# Gouache

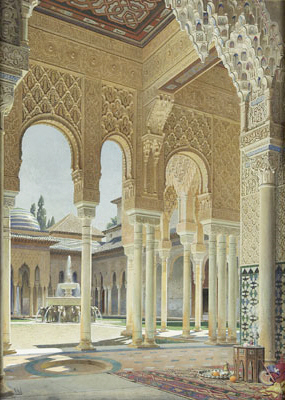
Binnenhof van het Alhambra, een gouache door Adolf Seel uit 1892

Een gouache is een met dekkende waterverf gemaakt schilderij waarbij de ondergrond niet meer zichtbaar is, dit in tegenstelling tot een aquarel. Ook de gebruikte verfsoort wordt met "gouache" aangeduid. Deze verfsoort wordt ook wel plakkaatverf genoemd. Oorspronkelijk waren gouache en plakkaatverf twee verschillende technieken, maar dat verschil viel later weg. Plakkaatverf of gouache wordt meestal alleen op papier gebruikt, omdat hij niet goed hecht op andere ondergronden.

## Geschiedenis
De dekkende eigenschap van gouache in eigenlijke zin wordt verkregen door aquarelverf, een doorzichtige gomverf die in de typische aquareltechniek met veel water opgebracht zelfs geen echte verflaag vormt, te mengen met een dekkend wit waardoor een gekleurde dekverf ontstaat. Vroeger bestond dat wit uit kalk vermengd met Arabische gom; vanaf het midden van de negentiende eeuw betreft het zinkwit of lithopoon.

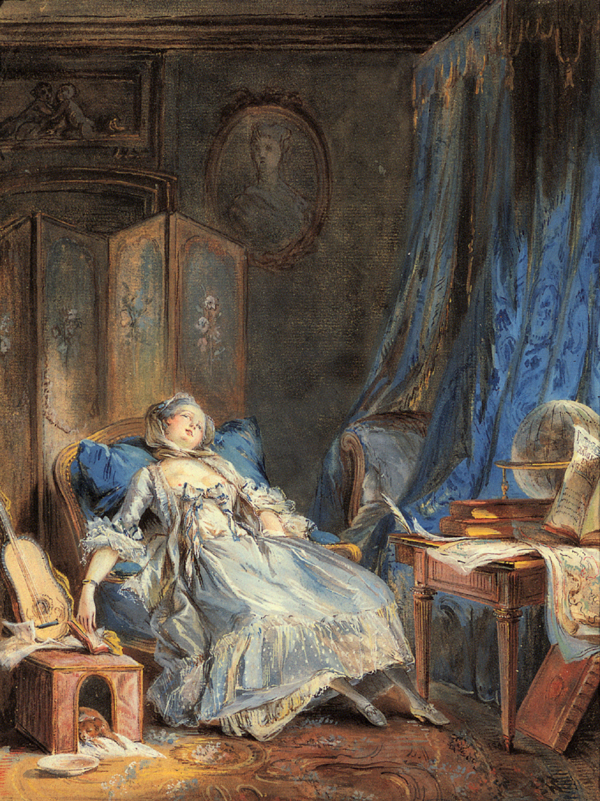
Een gouache van Pierre Antoine Baudoin, circa 1760

Deze techniek was een typisch Westers verschijnsel. In het Oosten wordt al sinds het oude Egypte een gomverf, indien nodig dekkend aangemaakt met vulstoffen of een hoge pigmentconcentratie, gebruikt voor het beschilderen van allerlei ondergronden. Beroemde latere voorbeelden hiervan zijn de Indiase en Perzische miniaturen. In West-Europa echter was het tijdens de middeleeuwen moeilijk om aan Arabische gom te komen. In de miniatuurkunst werden wel handschriften met dekverf verlucht, maar daar gebruikte men meestal een goedkope lijmverf op basis van beenderlijm voor, een medium dat tot in de negentiende eeuw algemene toepassing zou vinden. Pas tegen het eind van de middeleeuwen kreeg gomverf een ruimere verbreiding in het Westen in combinatie met een groeiend gebruik van papier in plaats van perkament; die gomverf werd echter typisch in wat dikkere glacerende transparante lagen aangebracht of als kleurende verwassing van het papier.
In dezelfde tijd kwam de olieverftechniek sterk op, die zich toen kenmerkte door het aanbrengen van vele glacerende lagen met een grote kleurdiepte en een vettig aandoend oppervlak. Normale aquarelverf kon goed gebruikt worden om voorstudies van olieverfschilderijen te maken. Dat gold echter niet voor ontwerpen van fresco's, muurschilderingen uitgevoerd met kalkverf op een nog natte grondering, die zeer dekkend mat opdroogden. Om dit effect te imiteren werd aan de transparante gomverf witte kalk toegevoegd zodat een licht opdrogende dekverf ontstond. Deze techniek kreeg later een grotere verbreiding omdat men algemeen een aanvulling zocht op de bewerkelijke olieverftechniek, die vrij kostbare schilderijen voortbracht in een formele stijl, die al snel sterk na-geelden. Er was behoefte aan media die goedkopere, meer spontane en frissere resultaten opleverden. Het woord "gouache" komt van het Italiaanse guazzo, dat oorspronkelijk zulk een techniek aanduidde: het schilderen met magere olieverf op een tempera-ondergrond op papier; dit leverde een dekkend mat effect op. Het werd later een term die alle matte dekverf aanduidde. De term gouache in de huidige zin van dekkende waterverf stamt uit de achttiende eeuw van Frankrijk. In die tijd werd, vooral vanwege het gewenste heldere uiterlijk, deze echte gouache veel gebruikt in een gemengde techniek samen met pastel of aquarel — maar ook industrieel bij de productie van duurder behangselpapier. Typisch voor gouache waren, wegens de menging met het dekwit, de lichte "pasteltinten", een effect dat opzettelijk nagestreefd werd.

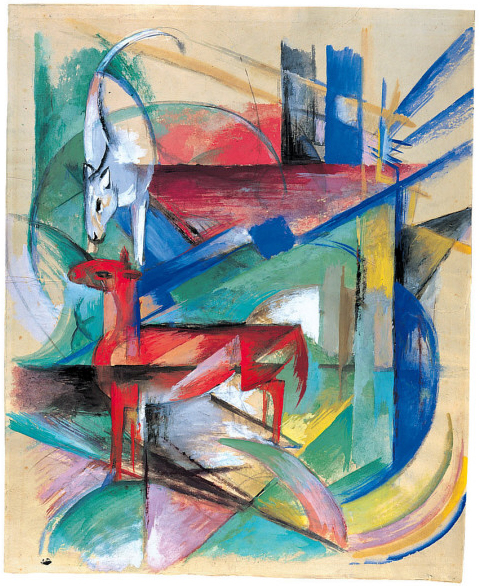
Een werk van Franz Marc uit 1913 met de originele plakkaatverf

Op het eind van de negentiende eeuw kwam industriële productie van dekkende waterverf op gang. Die werd in allerlei kleuren, niet alleen pasteltinten, verkocht onder de noemer "plakkaatverf", zoals de naam al aanduidt oorspronkelijk om plakkaten, affiches, te schilderen. Ook het Engelse poster paint of poster colour verwijst hier naar. Dit was echter geen gomverf maar een lijmverf. Het bindmiddel is meestal dextrine, soms ook het watervast opdrogende caseïne. Dextrine werd gebruikt vanwege de lage prijs en omdat het mat opdroogt. Vroeger waren de pigmenten erg goedkoop en weinig lichtecht; verder werden er veel vulmiddelen gebruikt waar een andere Engelse naam, body colour, nog aan herinnert. De techniek werd vooral gebruikt om vergankelijke werken te scheppen; behalve posters ook illustraties, decoraties en decors; vandaar de ook wel gebruikte naam decoratieverf of designer's colours. In deze tijd kon plakkaatverf nog duidelijk onderscheiden worden van de eigenlijke gouache, die de kunstschilder zelf naar behoefte aanmaakte met dekkende witte gomverf, het Chinees wit dat standaard deel uitmaakte van de aquarelverfassortimenten. Sommige kunstschilders, vooral van de avant-garde, gebruikten goedkope industriële plakkaatverf voor hun werken, waarmee ze vaak al vertrouwd waren omdat ze ook als afficheschilder of decorateur werkten.
In het begin van de twintigste eeuw begonnen sommige fabrikanten, in imitatie van verfdozen met napjes aquarelverf, goedkopere verfdozen met napjes plakkaatverf op de markt te brengen. Echte aquarelverf is erg duur; voor het tekenonderwijs op scholen was er dus behoefte aan een goedkopere variant. Soms probeerde men het product zo veel mogelijk op aquarelverf te laten lijken door een heel lage pigmentconcentratie te gebruiken; zulke nabootsingen op dextrinebasis die eigenlijk ten onrechte als "aquarelverf" op de markt werden gebracht, worden tegenwoordig in het Westen niet meer gemaakt, wel nog in Azië. Gebruikelijker was het een dekverf te produceren, wat het bijkomend voordeel had dat ook met gewoon papier kon worden gewerkt. Dit materiaal voor kinderen bestond uit goedkope plakkaatverf van mindere kwaliteit met weinig lichtechte pigmenten en veel vulmiddelen waardoor de verf snel ging brokkelen.
Omdat deze verf echter in karakter sterk overeenkwam met de traditionele gouache — in beide gevallen gaat het om een mat opdrogende waterverf — werd vanaf de jaren dertig van de twintigste eeuw door de betere fabrikanten de stap gezet om ook duurdere plakkaatverftypen te vervaardigen met lichtechte pigmenten. De gewenste dekverf hoefde de kunstenaar dan niet meer zelf te maken en doordat er geen wit werd toegevoegd was deze verf superieur in de verzadiging van de kleuren. Het deftiger woord "gouache" ging daarbij op de betere verf over, om een onderscheid te maken met het meer als hobbymateriaal gevoelde "plakkaatverf" en te beklemtonen dat het om een volwaardig kunstenaarsmedium gaat. Toch is het aantal kunstenaars dat de techniek voor hoofdwerken toepast vrij gering. Plakkaatverfschilderijen zijn tamelijk kwetsbaar. Dit is ook de reden dat in de rol van decoratieverf het medium vanaf de jaren zestig grotendeels vervangen is door watervaste acrylverf, waarvan ook speciale matte varianten voor decoratieve doeleinden worden gemaakt. Overigens bestaat ook wateroplosbaar opdrogende matte acrylverf, die door bepaalde fabrikanten dan weer "gouache" genoemd wordt.
Verwarrend is ook dat in verschillende talen, waaronder het Engels en het Duits, wel de term tempera gebruikt wordt voor de duurdere gouache voor de kunstenaar. Hoewel de temperatechniek zekere overeenkomsten toont met de gouache, zoals het snelle mat opdrogen en een brosheid van de verffilm, heeft de echte tempera een emulgator als bindmiddel, zoals eiwit of eigeel. Een onderscheid wordt soms gemaakt door bij plakkaatverf van "lijmtempera" (Leimtempera) te spreken.
Een bekende schilder die in de eerste helft van de negentiende eeuw werkte met gouache was J.M.W. Turner. Hij gebruikte het op gekleurd papier. Ook modernere schilders als Paul Klee, Marc Chagall en Pablo Picasso pasten de techniek, geëigend voor een snelle directe expressie, vaak toe wegens de intense kleurkracht.

## Fabricage en techniek

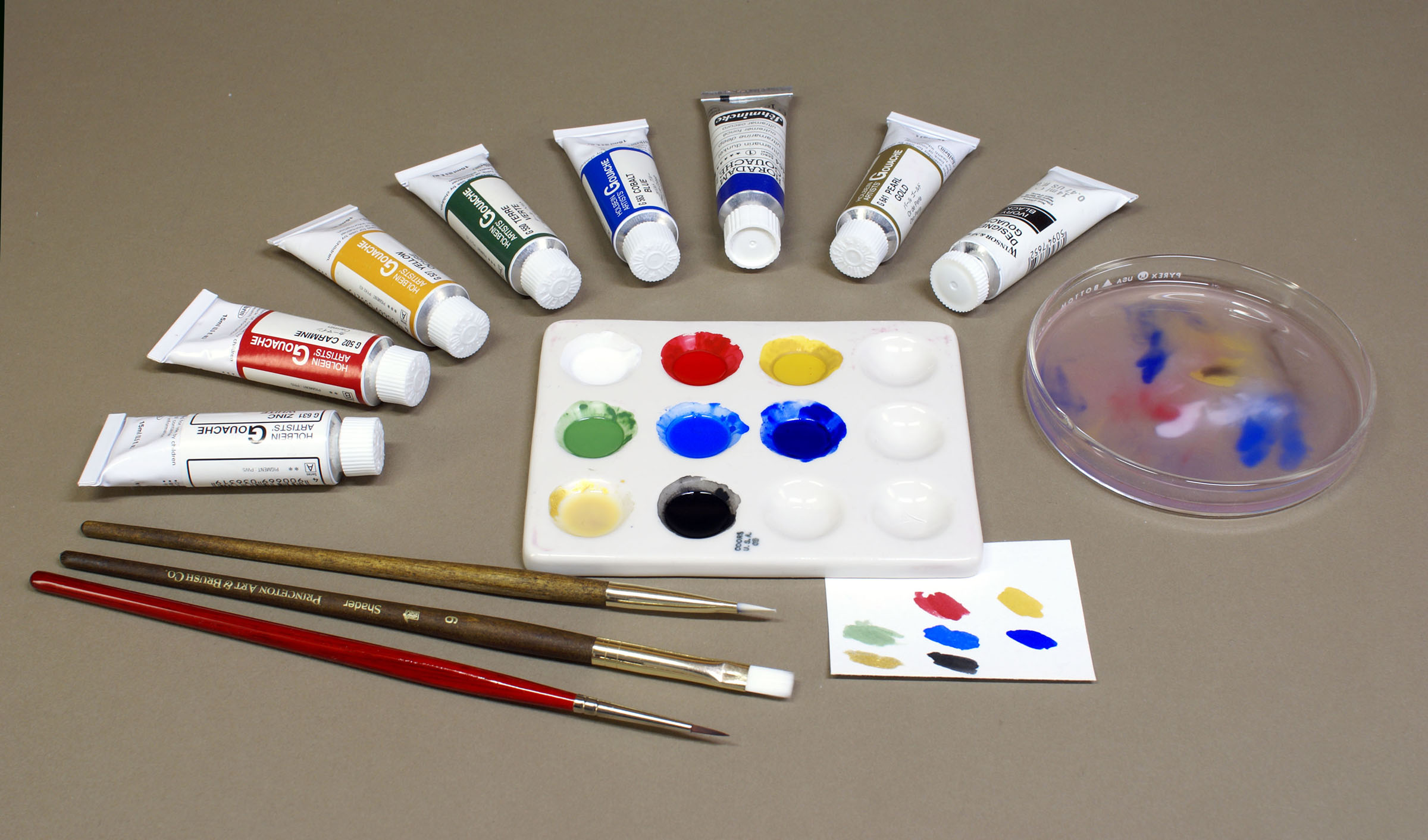
Moderne plakkaatverf zoals die in tuben wordt geleverd

De samenstelling van plakkaatverf is tamelijk eenvoudig. Als bindmiddel wordt gele dextrine gebruikt — een lijm met groot hechtingsvermogen, beter dan de vroegere beenderlijm, die goedkoop gewonnen kan worden uit aardappelen, waarvan het zetmeel in een proces van pyrolyse bewerkt wordt met een zuur — gemengd met een conserveringsmiddel. Bij vloeibare verf in tuben is de verhouding dextrine/water ongeveer één op één. Duurdere typen gouache hebben vaak ook een gomcomponent om de vloeiing van de verf en flexibiliteit van de verffilm te verbeteren. Voor dat laatste doel wordt ook wel goedkopere cellulose bijgevoegd. Daarnaast wordt meestal een wateraantrekkend middel, zoals glycol of glycerine, toegevoegd om de bevochtiging te verbeteren, vooral bij napjes. Het bindmiddel wordt vermengd met een groot aandeel kleurend pigment. Bij goedkopere soorten wordt wel een vulmiddel toegevoegd om de gewenste dekkracht te bereiken; de beste merken verhogen daartoe de pigmentconcentratie. Tegenwoordig zijn voor alle tinten in het medium lichtechte pigmenten verkrijgbaar. Wel blijkt het oude karakter als illustratieverf nog uit de aanwezigheid van bepaalde zeer verzadigde maar sterk verschietende pigmenten in het assortiment; die hoeven het maar uit te houden tot er een foto van gemaakt wordt. Ze hebben, wegens hun hogere verzadiging dan drukinkten, ook hun waarde in het doceren van een kleurenleer. Over het algemeen is het assortiment wat kleiner dan bij andere technieken en wordt voor de tinten vaak een beperkt aantal basispigmenten gemengd. Het bindmiddel is op zich niet giftig en de goedkopere pigmenten gebruikt bij moderne schoolverf van westers fabricaat evenmin.
Net zoals aquarelverf wordt gouache verkocht in tuben en napjes. Daarnaast is het ook in grotere potjes en potten verkrijgbaar en in flacons. Indien als pasta verpakt, is plakkaatverf relatief gevoelig voor uitdrogen. Zelfs kleine gaatjes in een tube of een geringe lekkage van een potdeksel leiden tot een snelle doordroging van de hele verfmassa. Daarom wordt wel aangeraden tuben perfect recht op te rollen en te bevochtigen watten in het potdeksel aan te brengen. Overigens is de ingedroogde verf weer te bevochtigen en zo nog bruikbaar. Soms wordt het product ook als een poeder geleverd, meestal in een blik, die met water aangelengd moet worden. De prijs ligt aanzienlijk lager dan bij aquarelverf. Plakkaatverf op dextrinebasis is eenvoudig door de kunstenaar zelf te vervaardigen; bij verf op gombasis is het echter lastig om bij meer transparante, glacerende, pigmenten een juiste verhouding tussen bindmiddel en pigment te vinden waarbij de gewenste dekkracht bereikt wordt maar de verf wel veegvast blijft.

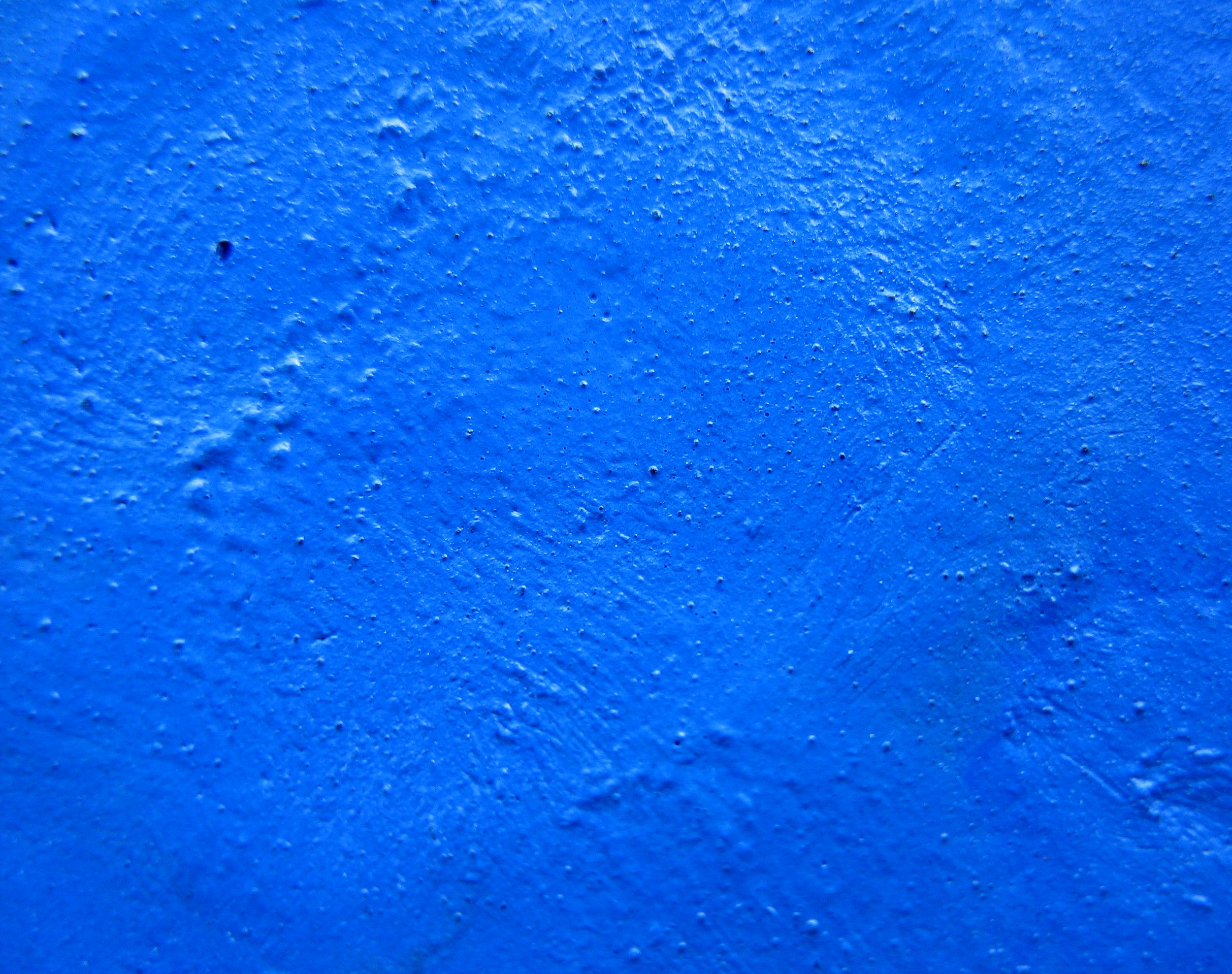
Moderne gouache heeft een aanzienlijke verzadiging

Als drager wordt meestal papier gebruikt. Omdat dit door de verflaag afgedekt wordt, hoeft het niet aan dezelfde hoge eisen te voldoen als aquarelpapier. Desalniettemin is dit uitstekend voor gouache geschikt, net als over het algemeen zware, zuurvrije en houtvrije papiersoorten. Er wordt ook speciaal "plakaatkarton" verkocht met deze gewenste eigenschappen. Voor de hechting is het aan te raden papier te gebruiken dat althans enigszins absorberend is en niet te glad. Gezien het dekkende karakter van de verf kan gekleurd papier gebruikt worden voor een licht-donker- of kleurcontrast. Als oplosmiddel wordt water gebruikt. Dit zal het papier doen bollen; een glad opdrogen kan verzekerd worden door het vooraf nat te spannen, met breed plakband op een tekenbord of met punaises op een spieraam. Voor het aanbrengen van de verf worden dezelfde ronde of platte penselen gebruikt als bij aquarelverf; de beste kwaliteit hebben dure penselen van marterhaar. Na het aanbrengen met zachte penselen of kwasten droogt de verf streeploos op. Ook wat hardere kwasten, zoals van varkenshaar, worden toegepast. Het medium is doordat het niet watervast opdroogt ook zeer geschikt voor de airbrush, die zo eenvoudig gereinigd kan worden. Wel kan het pigment van de goedkopere typen wat te grof zijn voor de fijnste spuitkoppen.

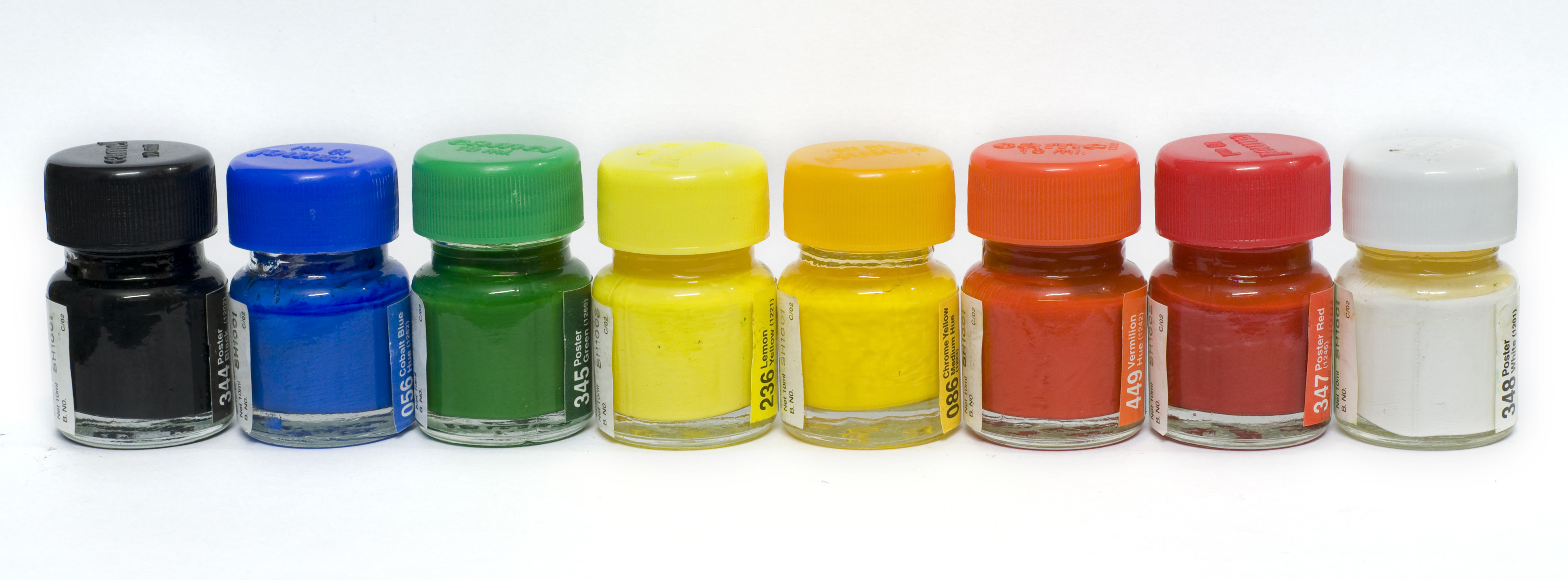
Plakkaatverf in een potje

Gouacheverf droogt mat op en veel lichter dan het eruitziet als het nog nat is. Het is daarom uitermate moeilijk om op een palet eenzelfde kleur te mengen en vaak worden de benodigde tinten vooraf in voldoende hoeveelheid in aparte schaaltjes klaargezet. De oorzaak van dit verschijnsel is dat de pigmentconcentratie erg hoog is; de lichtbreking verandert daardoor sterk bij het opdrogen. Dit betekent ook dat de verffilm niet sterk door het bindmiddel beschermd wordt en daarom snel verkleurt. Door het dekkende karakter kan, anders dan bij aquarel, wel gemakkelijk van donker naar licht gewerkt worden wat het eenvoudiger maakt de juiste tonaliteit in het werk te bereiken. Correcties kunnen ook eenvoudig dekkend worden aangebracht: onderlagen zijn niet zichtbaar onder de bovenlaag, mits die in een enkele beweging wordt opgebracht zodat die onderlaag niet oplost. Aan de andere kant maakt dat het lastiger kleurovergangen te bewerkstelligen, ook vanwege de snelle droogtijd. Droge plakkaatverf vertoont daarbij snel barsten als het te dik, als een impasto, werd verwerkt. Een speciaal verdikkingsmedium kan hiertegen gebruikt worden; er bestaan ook aparte plakkaatverfvernissen. Deze methoden doen wel afbreuk aan het typische matte karakter van de techniek. Met plakkaatverf kan nat-in-nat gewerkt worden maar dat vergt een grote virtuositeit; meestal wordt nat-op-droog geschilderd. Net zoals aquarelverf dekkend kan worden gebruikt, kan omgekeerd plakkaatverf een aquarelkarakter gegeven worden door het opgelost met veel water op te brengen zodat na droging het papier langs de verfdeeltjes heen schemert. Doordat zelfs bij de duurdere soorten gouache de pigmenten grover vermalen zijn dan bij de beste aquarelverf, zijn de vervloeiingen minder subtiel.
In een gemengde techniek leent gouache zich vooral voor een combinatie met pastel: beide media zijn zeer mat en de verf kan de losse tekenachtige stijl van het krijt met fijnere details aanvullen of een gekleurde goed betekenbare ondergrond verschaffen. Veel pastels uit de achttiende eeuw zijn in feite halve gouaches. Hetzelfde geldt ook voor veel aquarellen uit de negentiende eeuw, waarbij de lichte partijen zeer vaak met dekwit gehoogd werden en de zuivere aquareltechniek dan alleen in de schaduwpartijen gebruikt werd. Omdat voor de hoogsels echte gouache, dus een gomverf, gebruikt werd, hadden die nog een zekere glans en diepte, die goed aansloot bij de brilliance van de aquarelverf. Moderne plakkaatverf is in dunne lagen zo dof dat de combinatie met aquarelverf storend kan werken.
Door de brosheid, de kwetsbaarheid voor licht en de blijvende oplosbaarheid in water is de conservering van gouaches problematisch, zeker van oudere werken die vaak met verkleurende pigmenten geschilderd zijn of in de traditionele gouachetechniek waarin het bijgevoegde dekwit door de extra reflectie de inwerking van het daglicht verhoogt. Bescherming kan geboden worden door het papier achter glas op te hangen, voorzien van een passe-partout om condens en schimmel te voorkomen. Een voordeel is dat het bindmiddel niet na-geelt.